# 제1 가산 공간
일반위상수학에서 제1 가산 공간(第一可算空間, 영어: first-countable space)은 모든 점이 가산 국소 기저를 갖는 위상 공간이다. 제1 가산 공간에서는 일반적으로 그물 또는 필터를 사용하여 정의되는 조건들이 점렬을 사용한 조건들과 동치가 된다.

## 정의
위상 공간 {\displaystyle X}의 점 {\displaystyle x\in X}의 국소 기저 {\displaystyle {\mathcal {B}}\subseteq {\mathcal {P}}(X)}는 다음 두 성질들을 만족시키는 집합족이다.
- {\displaystyle {\mathcal {B}}}의 모든 원소는 {\displaystyle x}의 근방이다.
- {\displaystyle x}의 임의의 근방 {\displaystyle N\ni x}에 대하여, {\displaystyle N\supseteq N'\ni x}인 {\displaystyle N'\in {\mathcal {B}}}가 존재한다.

위상 공간 {\displaystyle X}의 점 {\displaystyle x\in X}에서의 국소 지표(局所指標, 영어: local character) {\displaystyle \chi (x,X)}는 {\displaystyle x}에서의 국소 기저의 최소 크기인 기수이다. (기수의 순서는 정렬 순서이므로 이는 항상 존재한다.) 위상 공간 {\displaystyle X}의 지표(指標, 영어: character) {\displaystyle \chi (X)}는 국소 지표들의 상한이다.
{\displaystyle \chi (X)=\sup _{x\in X}\chi (x,X)}
제1 가산 공간은 지표가 {\displaystyle \aleph _{0}} 이하인 위상 공간이다. 즉, 모든 점이 가산 국소 기저를 갖는 위상 공간이다.

## 성질
다음과 같은 포함 관계가 성립한다.
제2 가산 공간 ∪ 거리화 가능 공간 ⊊ 제1 가산 공간 ⊊ 프레셰-우리손 공간 ⊊ 점렬 공간 ⊊ 콤팩트 생성 공간 ∩ 가산 생성 공간

### 그물과 점렬
제1 가산성을 가정하면, 일반적인 위상 공간에서 그물(또는 필터)을 사용하여야 하는 정의에서, 그물 대신 더 간단한 점렬을 사용할 수 있다.
일반적인 위상 공간 {\displaystyle X}에서, 부분 집합 {\displaystyle C\subseteq X}에 대하여 다음 두 조건이 동치이다.
- {\displaystyle C}는 닫힌집합이다.
- {\displaystyle C} 속의 모든 그물의 극한은 {\displaystyle C} 속에 있다.

만약 {\displaystyle X}가 제1 가산 공간이라면, 가산 국소 기저의 존재로 인하여 다음 세 번째 조건이 추가로 동치이다.
- {\displaystyle C} 속의 모든 점렬의 극한은 {\displaystyle C} 속에 있다.

일반적인 두 위상 공간 {\displaystyle X}, {\displaystyle Y} 사이의 함수 {\displaystyle f\colon X\to Y}에 대하여 다음 두 조건이 동치이다.
- {\displaystyle f}는 연속 함수이다.
- {\displaystyle X} 속의 모든 그물 {\displaystyle (x_{\alpha })_{\alpha \in I}}에 대하여, 만약 {\displaystyle \textstyle \lim _{\alpha \in I}x_{\alpha }=x\in X}가 존재한다면 {\displaystyle \textstyle \lim _{\alpha \in I}f(x_{\alpha })=f(x)\in Y}이다.

만약 정의역 {\displaystyle X}가 제1 가산 공간이라면, 다음 세 번째 조건이 추가로 동치이다.
- {\displaystyle X} 속의 모든 점렬 {\displaystyle (x_{i})_{i=0}^{\infty }}에 대하여, 만약 {\displaystyle \textstyle \lim _{i\to \infty }x_{i}=x\in X}가 존재한다면 {\displaystyle \textstyle \lim _{i\to \infty }f(x_{i})=f(x)\in Y}이다.

제1 가산 공간에 대하여, 다음 두 조건이 서로 동치이다.
- 가산 콤팩트 공간이다.
- 점렬 콤팩트 공간이다.

그러나 콤팩트 공간이 아닌 제1 가산 점렬 콤팩트 공간이 존재한다.

### 제1 가산성을 보존하는 연산
- 모든 제1 가산 공간의 부분 공간은 제1 가산 공간이다.
- 임의의 개수의 제1 가산 공간들의 분리합집합은 제1 가산 공간이다.
- 가산 개의 제1 가산 공간들의 곱공간은 제1 가산 공간이다.

그러나 비가산 개의 제1 가산 공간들의 곱공간은 제1 가산 공간이 아닐 수 있다. 또한, 제1 가산 공간의 연속적 상은 제1 가산 공간이 아닐 수 있다.

### 크기 관련 성질
제1 가산성은 국소적인 조건이므로, 제1 가산 공간의 집합의 크기는 임의로 클 수 있다.
제1 가산 공간 {\displaystyle X}의 경우, 자명하게 집합의 크기가 {\displaystyle |X|\cdot \chi (X)} 이하인 기저를 찾을 수 있다. 즉,
{\displaystyle \chi (X)\leq d(X)\leq |X|\chi (X)}
이다. ({\displaystyle d(X)}는 {\displaystyle X}의 밀도이다.) 따라서, 가산 개의 점을 갖는 위상 공간의 경우 제1 가산 공간과 제2 가산 공간 조건이 서로 동치이다. (가산 무한 개의 점을 갖는, 제1 가산 공간이 아닌 위상 공간이 존재한다. 물론, 모든 유한 위상 공간은 제1·제2 가산 공간이다.)
콤팩트 공간 {\displaystyle X} 및 무한 기수 {\displaystyle \kappa }에 대하여, 모든 {\displaystyle x\in X}에서 {\displaystyle \chi (x,X)\geq \kappa }라고 하자. 체흐-포스피실 정리(영어: Čech–Pospíšil theorem)에 따르면, 항상
{\displaystyle 2^{\kappa }\leq |X|}
이다.

## 예
수학에서 흔히 사용되는 거의 모든 위상 공간은 제1 가산 공간이다.

### 제1 가산 공간이 아닌 점렬 공간
가산 무한 개의 원들의 쐐기합 {\displaystyle \mathbb {R} /\mathbb {N} =\{\{r\}\in \mathbb {R} \setminus \mathbb {N} \}\cup \{\mathbb {N} \}} (즉, 실수 집합에서, 모든 자연수들을 하나의 점으로 이어붙인 몫공간)은 점렬 공간이지만 제1 가산 공간이 아니다. 중심 {\displaystyle \mathbb {N} \in \mathbb {R} /\mathbb {N} }은 가산 국소 기저를 갖지 않기 때문이다.

### 순서수
순서수 {\displaystyle \omega _{1}+1}은 (순서 위상을 부여할 때) 제1 가산 공간이 아니다. 점 {\displaystyle \omega _{1}\in \omega _{1}+1}은 가산 국소 기저를 갖지 않는다. {\displaystyle \omega _{1}+1}은 제1 가산 공간이 아닌 가장 작은 순서수이다.
순서수 {\displaystyle \omega _{1}}은 제1 가산 공간이며, 점렬 콤팩트 공간이다. 그러나 이는 콤팩트 공간이 아니다.

### 이산 공간과 비이산 공간
{\displaystyle X}가 이산 공간 또는 비이산 공간이라고 하자. 그 국소 지표 및 지표는 다음과 같다.
{\displaystyle \chi (X)=\chi (x,X)=\min\{|X|,1\}\qquad \forall x\in X}
특히, 모든 이산 공간 및 비이산 공간은 제1 가산 공간이다. 모든 비이산 공간과 모든 가산 이산 공간은 또한 제2 가산 공간이다. 그러나 비가산 이산 공간은 제1 가산 공간이지만 제2 가산 공간이 아니다.

## 같이 보기
- 제2 가산 공간
- 분해 가능 공간
- 점렬 공간